# Ройка (река, впадает в Лемболовское озеро)
Ро́йка — река в России, протекает во Всеволожском районе Ленинградской области. Ерик (протока) между озёрами Ройка и Лемболовское. Длина 2,1 км. Река течёт по восточной окраине деревни Керро. Вблизи устья по правому берегу находится огромный дачный массив, состоящий из нескольких посёлков и выходящий к станции Грузино.
Непосредственно же на берегу Ройки расположен актёрский посёлок «Культура», где живут Михаил и Сергей Боярские, Нина Ургант, Владислав Чернушенко и находятся дачи многих других деятелей культуры Санкт-Петербурга (в том числе пианиста и шахматиста Марка Тайманова, артистов Ивана Краско, Эрнста Романова, Татьяны Ткач, Натальи Даниловой, Леонида Неведомского, Бориса Эйфмана, семей Кирилла Ласкари (брата Андрея Миронова), директора Большого театра Анатолия Иксанова, дирижёра Анатолия Бадхена, писателя Юрия Рытхэу и многих других артистов БДТ им. Товстоногова, Театра комедии им. Акимова, театра им. Ленсовета, Александринского театра).
Общее направление течения — на север. Вместе с Лемболовским озером относится к бассейну реки Бурной, южного рукава реки Вуокса.

## Данные водного реестра
По данным государственного водного реестра России относится к Балтийскому бассейновому округу, водохозяйственный участок реки — Водные объекты бассейна оз. Ладожское без рр. Волхов, Свирь и Сясь, речной подбассейн реки — Нева и реки бассейна Ладожского озера (без подбассейна Свирь и Волхов, российская часть бассейнов). Относится к речному бассейну реки Нева (включая бассейны рек Онежского и Ладожского озера).
Код объекта в государственном водном реестре — 01040300212102000009782.